# Neudorf/Spree
Neudorf/Spree, obersorbisch Nowa Wjes/Sprjewjaⓘ, ist ein Ortsteil der Gemeinde Malschwitz im Landkreis Bautzen mit 146 Einwohnern (Dezember 2016). Neudorf liegt zwei Kilometer von Halbendorf entfernt am rechten Ufer der Spree und zählt zum offiziellen sorbischen Siedlungsgebiet in der Oberlausitz.

## Geschichte
Der Ort wurde erstmals 1545 als Klein Neundorff erwähnt. Ursprünglich bildete Neudorf zusammen mit Ruhethal eine Gemeinde. 1957 wurde Lieske eingemeindet, 1977 folgte das benachbarte Halbendorf/Spree. Infolge der Gemeindegebietsreform 1994 wurde die Gemeinde zusammen mit Kleinsaubernitz nach Guttau eingemeindet. Zum 1. Januar 2013 wurde Guttau nach Malschwitz eingegliedert. In Neudorf befand sich eine Schule, das Gebäude steht aber heute leer und soll verkauft werden.
Noch bis ins 20. Jahrhundert war die Bevölkerungsmehrheit sorbischsprachig. Arnošt Muka zählte 1884 insgesamt 182 Einwohner, davon 172 Sorben (95 %). Bis 1956 war der sorbischsprachige Bevölkerungsteil auf 37 % gesunken.